# La Croix-Comtesse
La Croix-Comtesse – miejscowość i gmina we Francji, w regionie Nowa Akwitania, w departamencie Charente-Maritime.
Według danych na rok 1990 gminę zamieszkiwało 161 osób, a gęstość zaludnienia wynosiła 61 osób/km² (wśród 1467 gmin regionu Poitou-Charentes La Croix-Comtesse plasuje się na 834. miejscu pod względem liczby ludności, natomiast pod względem powierzchni na miejscu 1131.).